# Rod Perry
Rod Perry (* 30. Juli 1941 in Coatesville, Pennsylvania; † 17. Dezember 2020) war ein US-amerikanischer Schauspieler.

## Leben
Perry hatte sein Spielfilmdebüt im philippinischen Filmdrama The Evil Within an der Seite von Dev Anand. In den Jahren 1974 und 1975 spielte er die Hauptrolle in zwei Blaxploitation-Filmen, The Black Godfather und The Black Gestapo. Zwischen 1975 und 1976 gehörte er zur Stammbesetzung der Fernsehserie Die knallharten Fünf, in der er Sergeant David „Deacon“ Kay darstellte. Nachdem die Serie abgesetzt wurde, kam seine Schauspielkarriere ins Stocken und er hatte nur noch sporadische Gastauftritte in Fernsehserien. 2003 hatte er einen Cameo-Auftritt in der Spielfilmadaption S.W.A.T. – Die Spezialeinheit.
Perry war der Vater der Sängerin DeQn Sue.

## Filmografie (Auswahl)
- 1970: The Evil Within
- 1974: Barney Miller
- 1974: Die Geschichte der Jane Pittman (The Autobiography of Miss Jane Pittman)
- 1974: The Black Godfather
- 1975: The Black Gestapo
- 1975–1976: Die knallharten Fünf (S.W.A.T.)
- 1978: Project U.F.O.
- 1979: Good Times
- 1994: Babylon 5
- 2003: S.W.A.T. – Die Spezialeinheit (S.W.A.T.)
- 2005: Halloween House Party